# Graben (Wenen)

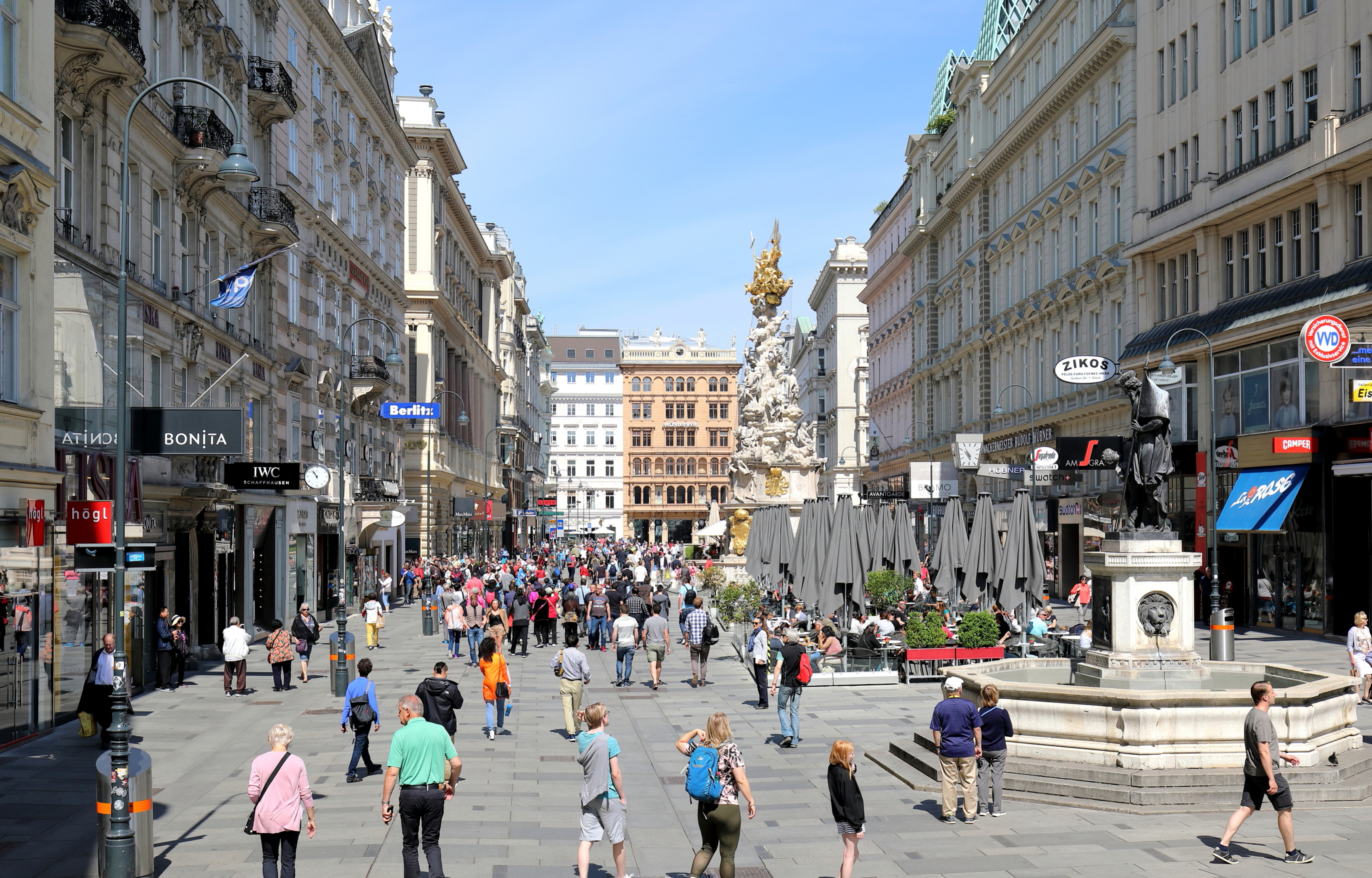
Graben met op de voorgrond Leopoldsbrunnen

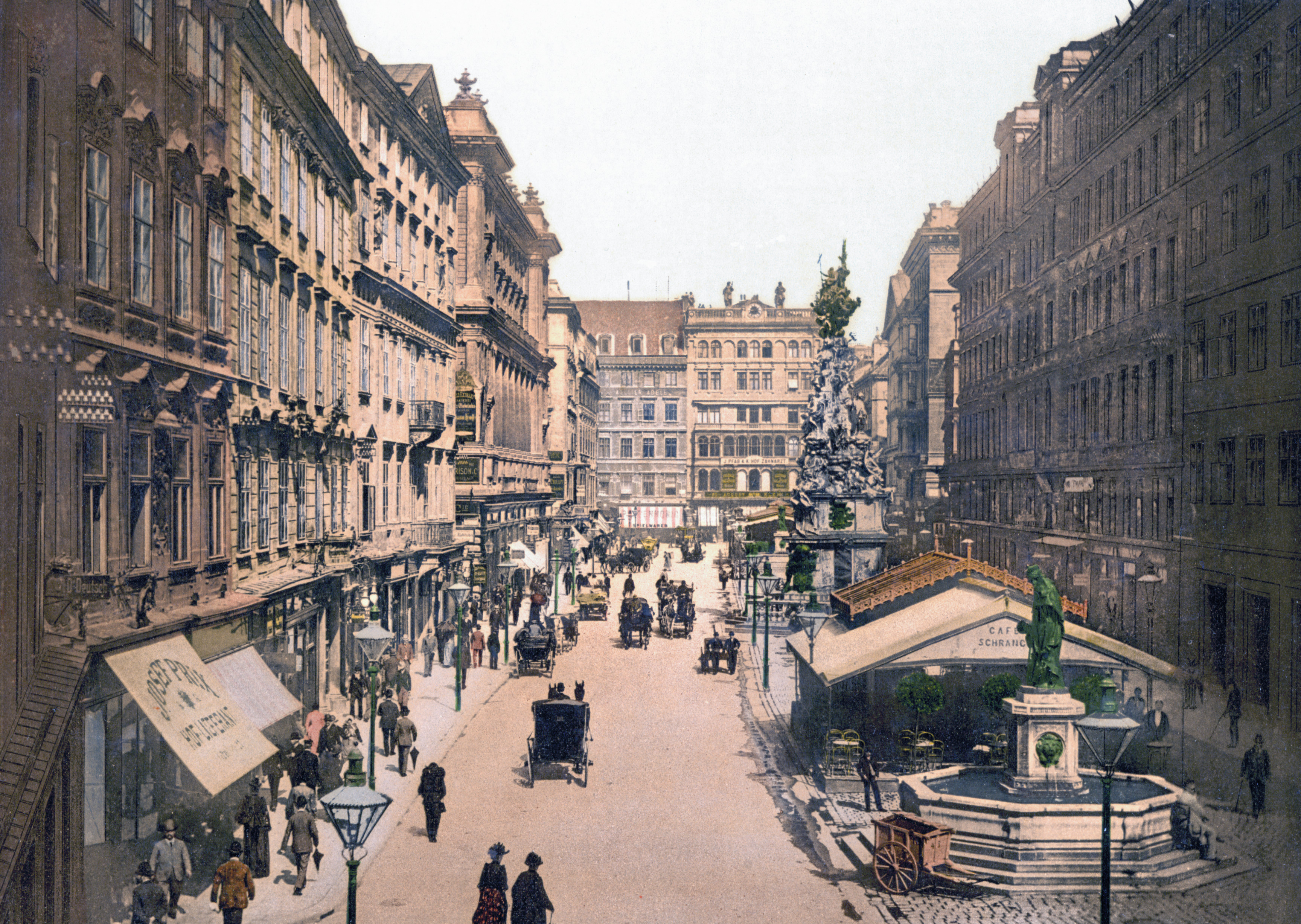
De straat rond 1900.

Graben is een van de bekendste straten in het centrum van Wenen in Oostenrijk. De straat ligt in de Altstadt en loopt van de Stock-im-Eisen-Platz / Stephansplatz (met daarop de Stephansdom) richting het noordwesten naar de Querachse Kohlmarkt–Tuchlauben. Graben is aangewezen als voetgangersgebied en herbergt veel luxe winkels.